# نفل رغوي
النفل الرغوي (باللاتينية: Trifolium spumosum) نوع نباتي من جنس النفل من الفصيلة البقولية.

## الموئل والانتشار
موطنه الأصلي المناطق المتوسطية في بلاد الشام والمغرب العربي وقبرص ومالطة وجنوب أوروبا إضافة إلى بعض مناطق القوقاز وحوض البحر الأسود.

## مرادفات للاسم العلمي
- (باللاتينية: Amoria spumosa (L.) Roskov)
- (باللاتينية: Mistyllus spumosus (L.) C. Presl)